# Borislav Pekić
Borislav Pekić (v srbské cyrilici Борислав Пекић, 4. února 1930 Podgorica – 2. července 1992, Londýn) je jeden z nejvýznamnějších srbských spisovatelů 20. století, autor románů, dramat, ale i filmový scenárista.
Pocházel z Podgorice, studoval v Bělehradě. Byl potrestán za členství v Sociálnědemokratické omladině Jugoslávie (která byla v dobách komunistického státu nelegální) patnáctiletým vězením, ale odseděl si pouze pět let (posmrtně byl rehabilitován). Během svého pobytu za mřížemi se začal věnovat tématům, která později literárně zpracoval.
Na filozofické fakultě v Bělehradě později studoval po svém propuštění experimentální psychologii. V letech 1952-1964 pracoval jako filmový scenárista. Podle Pekićova textu režíroval Zdravko Velimirović film Dan četrnaesti, který Jugoslávie prezentovala na filmovém festivalu v Cannes v roce 1961. O čtyři roky později vyšel jeho první román Vreme Čuda, který se dočkal pozitivního ohlasu a byl přeložen do několika jazyků. Doplnilo jej druhé dílo Hodočašće Arsenija Njegovana (Cesta Arsenije Njegovana), které bylo oceněno prestižní jugoslávskou literární cenou NIN. Během politických turbulencí na počátku 70. let 20. století upadl Pekić v nemilost; jeho díla odkazovala totiž na nepříliš šťastné události jugoslávského vývoje – od kolaborace během druhé světové války až po studentské protesty v roce 1968. Od roku 1971 až do své smrti o dvacet jedna let později žil proto v Londýně. Tam se věnoval psaní mnohých dalších děl, ale také i práci pro BBC, kde četl každý týden "dopisy z Londýna". Jeho díla však vycházela v samotné Jugoslávii se zpožděním, nebo se neobjevovala vůbec. Překládala se ale do mnohých jazyků, včetně češtiny, ale například také polštiny a samozřejmě angličtiny.
Pekić patřil k jedním z celkem třinácti intelektuálů, kteří v roce 1989 obnovili po 45 letech Demokratickou stranu. Roku 1991 se stal také kandidátem této strany za národního poslance do Skupštiny republiky Srbsko za opštinu Rakovica, avšak ve volbách neuspěl a hlasování vyneslo do funkce jiného kandidáta – nacionalistu Vojislava Šešelje.